# Langsnavelniltava
De langsnavelniltava (Cyornis magnirostris) is een zangvogel uit de familie Muscicapidae (vliegenvangers). De vogel werd in 1849 door Edward Blyth geldig beschreven.

## Kenmerken
De vogel is gemiddeld 15 cm lang, opvallend groter dan andere Cyornis soorten. Het mannetje is van boven kobaltblauw, ook de kop, rond het oog donkerblauw tot zwart met aan de voorkant van de kruin iets lichter blauw. De borst en buik zijn licht oranje. Het vrouwtje is dof grijsbruin van boven, met roodbruine staart en een licht oranje borst en lichtgrijze buik en vuilwitte onderbuik.

## Verspreiding en leefgebied
De soort is een trekvogel die broedt in de Himalaya van Nepal tot Bangladesh en overwintert  in Myanmar en omliggend gebied op het schiereiland Malakka. De broedgebieden liggen in natuurlijk montaan tropisch en subtropisch bos op hoogten tussen 300 en 1900 meter boven zeeniveau. De vogel overwintert in gebieden met diverse typen bos, ook agrarisch terrein, tuinen en parken in laagland.

## Status
De populatie-aantallen nemen af door habitatverlies. Vooral het in laagland gelegen overwinteringsgebied wordt aangetast door ontbossing en intensivering van de landbouw. Om deze redenen staat deze soort als gevoelig op de Rode Lijst van de IUCN.